# Parliament-Funkadelic

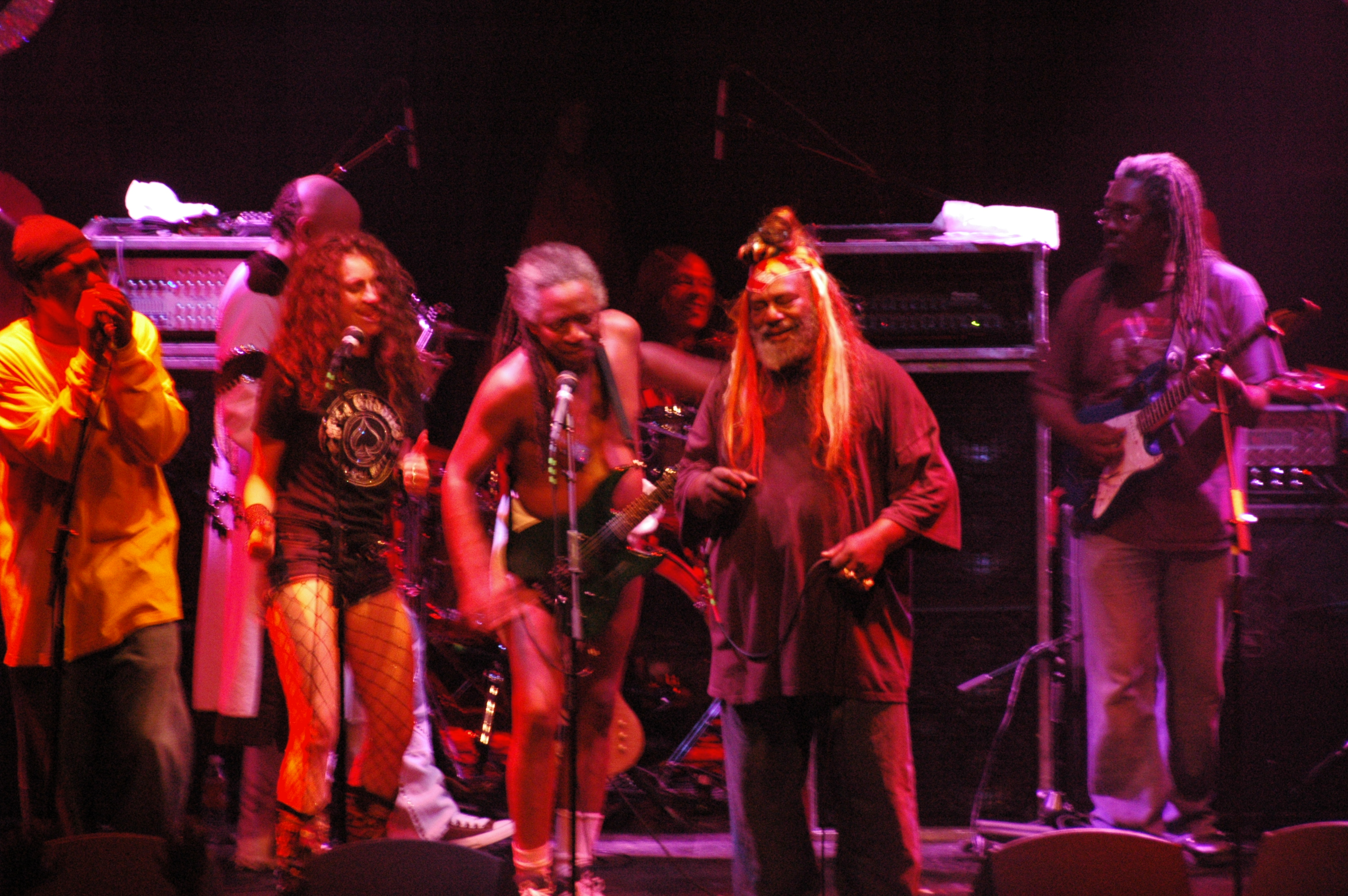
George Clinton et Parliament-Funkadelic en 2006.

Parliament-Funkadelic (parfois abrégé P-Funk) est un collectif musical de funk américain composé de musiciens différents dirigés par George Clinton et composé principalement des groupes Parliament et Funkadelic, tous deux actifs depuis les années 1960.
Leur style distinctif s'inspire du psychédélisme, de la mode extravagante, de la science-fiction et de l'humour surréaliste. Cela aura un effet important sur les artistes funk, post-punk, hip-hop et post-disco des années 1980 et 1990, alors que leur mythologie collective (en) est pionnière de l'afrofuturisme.
Seize membres de Parliament-Funkadelic sont intronisés au Rock and Roll Hall of Fame en 1997.

## Discographie
- 1983 : Urban Dancefloor Guerillas